# Verdades Secretas
Verdades Secretas est une telenovela brésilienne diffusée du 8 juin au 25 septembre 2015 sur Rede Globo,.

## Synopsis
La renommée, le pouvoir et l'argent. Plaisir de la peau. Passion palpitante. Frénésie intense. Situations séduisantes qui peuvent être trompeuses, le personnage principal de la telenovela est Arlete, une belle jeune fille pleine de rêves. Elle arrive à São Paulo avec le désir de devenir un modèle, mais finit par devenir prostituée de luxe.
Frappée par les besoins que la vie impose, elle ne peut pas surmonter les pièges déguisés en opportunités, se laissant emporter par une obscure réalité qui dépasse de loin les podiums. C'est alors qu'Alex, un homme puissant, riche, séduisant et expérimenté, entre dans sa vie. Elle est enchantée par Alex. Et il est hypnotisé par son jeune amant.

## Distribution
- Camila Queiroz : Arlete Brito Gomes (Angel)
- Rodrigo Lombardi : Alexandre Ticiano (Alex)
- Drica Moraes : Carolina Brito Ticiano
- Marieta Severo : Fanny Richard (Rita de Cássia)
- Reynaldo Gianecchini : Anthony Mariano
- Grazi Massafera : Larissa Ramos
- Rainer Cadete : Visky
- Agatha Moreira : Giovanna Lovatelli Ticiano (Kika)
- Gabriel Leone : Guilherme Lovatelli (Gui)
- Ana Lúcia Torre : Hilda Brito
- Eva Wilma : Fábia Mariano
- Guilhermina Guinle : Pia Lovatelli
- João Vítor Silva : Bruno Lovatelli Ticiano
- Bel Kutner : Darlene
- Mouhamed Harfouch : Everaldo Ramirio
- Flávio Tolezani : Roy
- Genézio de Barros : Oswaldo
- Fernando Eiras : Maurice Argent
- Jéssica Córes : Lyris Monteiro
- Pedro Gabriel Tonini: Edgard
- Alessandra Ambrósio : Samia
- Tarcísio Filho : Rogério Gomes
- Laryssa Dias : Viviane Gomes
- Yasmin Brunet : Stephanie Prates
- Felipe Carolis : Sam Nunes
- Adriano Toloza : Igor
- Dida Camero : Lourdes Lima (Lourdeca)
- Felipe Hintze : Eziel
- Bella Piero : Nina
- Raphael Sander : Leonardo (Léo)
- Rhaisa Batista : Mayra Chagas
- Gláucio Gomes : Robério Sá
- Nathália Rodrigues : Estela
- Ana Barroso : Divanilda Ramos
- Fernanda Heras : Eunice
- Mariana Molina : Patrícia
- Christian Villegas : Daniel de Freitas
- Giuliano Lafayette : Caco
- Raphael Ghanem : Dudu
- Sylbeth Soriano : Leidiana
- João Cunha : Joel
- Maria Eduarda Miliante : Yasmin Gomes
- Yaçanã Martins : Sabina
- Werles Pajero : Raulino

### Invités
- Kíria Malheiros : Carolina (enfant)
- Camila Mayrink : Bel
- Maurício Branco : Dante
- Fernanda Tavares : elle-même
- Ana Paula Botelho : Leila
- Alexia Dechamps : Lídice
- Álamo Facó : Emanoel
- Martha Meola : Silvia
- Giulio Lopes : Renato
- Neusa Maria Faro : Elizabeth Menezes
- Tessy Calado : Tina
- Bia Montez : Dr Daniela
- Cláudio Mendes : Felippo
- David Y. W. Pond : Ming
- Henrique Taxman : Dr Berraqueiro
- Hylka Maria : Beth Corretora
- Lilian Blanc : Ingrid
- Myriam Pérsia : Paula Carvalho
- Jackson Costa : Joca
- Carla Daniel : Madame Sarjan
- Theresa Amayo : Mirtes Guerra
- Pathy Dejesus : Mode
- Alexandre Moffatti : Père de Carolina
- Daniela Carvalho : Tina

## Diffusion
- Rede Globo (2015)
- SIC
- Armenia TV
- Ecuavisa
- Canal 13 (2016)
- Tele Antillas
- Teledoce
- MBC4 et MBC+ Variety
- MBC Persia
- ATV
- Telenovela
- HTV9
- Azteca América
- VTV
- Televicentro
- SNT
- WAPA-TV
- Teletica
- Kanal 5
- Canal 1
- Telefe